# Haiku-Pauwela
Haiku-Pauwela is een plaats (census-designated place) in de Amerikaanse staat Hawaï, en valt bestuurlijk gezien onder Maui County.

## Demografie
Bij de volkstelling in 2000 werd het aantal inwoners vastgesteld op 6578.

## Geografie
Volgens het United States Census Bureau beslaat de plaats een oppervlakte van
46,6 km², waarvan 40,8 km² land en 5,8 km² water.

## Plaatsen in de nabije omgeving
De onderstaande figuur toont nabijgelegen plaatsen in een straal van 20 km rond Haiku-Pauwela.